# Berettyó
Berettyó (rum. Barcău) – rzeka we wschodnich Węgrzech i w zachodniej Rumunii. Długość – 118 km, powierzchnia zlewni – 1.977 km². 
Źródła Berettyó znajdują się w górach Seș w zachodniej Rumunii. Rzeka płynie na zachód i koło miasta Marghita wypływa na Wielką Nizinę Węgierską. Przecina granicę koło wsi Pocsaj, po czym skręca na południowy zachód. Przecina miasteczka Berettyóujfalu, następnie Szeghalom i obok tego ostatniego uchodzi do Szybkiego Kereszu. Główne dopływy Berettyó to Inod, Ier i Konyári-Kalló.